# TMEM255A
TMEM255A (англ. Transmembrane protein 255A) – білок, який кодується однойменним геном, розташованим у людей на довгому плечі X-хромосоми. Довжина поліпептидного ланцюга білка становить 349 амінокислот, а молекулярна маса — 38 449.
| 10         |  | 20         |  | 30         |  | 40         |  | 50         |
| ---------- |  | ---------- |  | ---------- |  | ---------- |  | ---------- |
| MHQSLTQQRS |  | SDMSLPDSMG |  | AFNRRKRNSI |  | YVTVTLLIVS |  | VLILTVGLAA |
| TTRTQNVTVG |  | GYYPGVILGF |  | GSFLGIIGSN |  | LIENKRQMLV |  | ASIVFISFGV |
| IAAFCCAIVD |  | GVFAARHIDL |  | KPLYANRCHY |  | VPKTSQKEAE |  | EVISSSTKNS |
| PSTRVMRNLT |  | QAAREVNCPH |  | LSREFCTPRI |  | RGNTCFCCDL |  | YNCGNRVEIT |
| GGYYEYIDVS |  | SCQDIIHLYH |  | LLWSATILNI |  | VGLFLGIITA |  | AVLGGFKDMN |
| PTLPALNCSV |  | ENTHPTVSYY |  | AHPQVASYNT |  | YYHSPPHLPP |  | YSAYDFQHSG |
| VFPSSPPSGL |  | SDEPQSASPS |  | PSYMWSSSAP |  | PRYSPPYYPP |  | FEKPPPYSP  |

A: Аланін

C: Цистеїн

D: Аспарагінова кислота

E: Глутамінова кислота

F: Фенілаланін

G: Гліцин

H: Гістидин

I: Ізолейцин

K: Лізин

L: Лейцин

M: Метіонін

N: Аспарагін

P: Пролін

Q: Глутамін

R: Аргінін

S: Серин

T: Треонін

V: Валін

W: Триптофан

Задіяний у такому біологічному процесі, як альтернативний сплайсинг. 
Локалізований у мембрані.